# 하서주
하서주(河西州) 또는 명주(溟州)는 신라의 광역 행정구역인 9주 5소경의 한 주(州)이다. 주치(州治)는 지금의 강릉시이고 9개 군 25개 현이 소속되어 있으며 직접 관할하는 현은 4개이다. 영역은 지금의 강원도 영동 지방(영동 남서부 지방 포함) 및 경상북도 동해안 일대이다.

## 역사

### 삼국시대
삼척에 있던 실직국을 중심으로 강릉 일대는 예맥이 정주하고 있었고 그 이남에는 진한의 파조국과 음즙벌국이 자리잡고 있었다.
서기 50~102년 사이에 실직국이 급속히 영역을 확장해 진한의 음즙벌국과 분쟁을 벌이다 오히려 신라에 대패해 신라 내의 자치국이 되었고 신라는 이를 발판으로 동해안일대를 자신의 세력권 하에 넣었다. 이 지역은 서기 481년에 고구려의 남침으로 일시 고구려의 지배하에 들어갔던 것을 제외하고는 내내 신라의 영역에 속했다.
505년 지증왕 6년에 고구려로부터 동해안을 탈환한 신라는 이전 실직국을 치소로 실직주(悉直州)를 설치했다. 실직주는 진흥왕에 의해 대거 북쪽으로의 진출이  이루어짐에 따라 얼마 안가 하슬라주(何瑟羅州)에 이어, 556년 안변을 치소로 비열홀주(比烈忽州), 그로부터 12년 후인 568년 달홀주(達忽州)로 변화했다.
하슬라라 불리는 지금의 강릉지역에는 639년 선덕여왕 8년에 북소경(北小京)이 설치되었다. 북소경은 658년 태종 무열왕 5년 통일전쟁을 앞에 두고 폐지되고 하슬라주, 또는 하서주로 돌아갔다.

### 하서주
통일 전쟁과 나당 전쟁을 승리로 이끌고 삼한 통일을 완수한 신라는 685년 신문왕 5년에 전국의 행정체제를 9주 5소경으로 정비하기 시작했다.
757년(경덕왕 16) 12월 전국의 행정구역명칭에 대한 개혁이 이루어지자 명주(溟州)로 개칭되었으나 그 후에도 하서주의 명칭은 계속 쓰였다. 신라군은 이화혜정(伊火兮停)과 하서주서(河西州誓)·청흑(靑黑)·청적(靑赤)의 만보당(萬步幢)이 주류했다.

### 북해통(北海通)
발해는 건국 이후에 주로 대륙쪽으로의 영토확장에 주력했기 때문에 한동안 한반도 지역으로는 손이 닿지 않았고 결국 그 기 간동안 두 나라는 말갈족을 사이에 두고 국경을 접할 수가 없었다.두 나라가 국경을 접하기 시작한 것은 신라가 발해의 등주 공격을 기화로 말갈족을 토벌해가며 함흥 일대까지 세력을 확장하고 730년 경에 발해가 북청에 남경남해부를 설치해 간신히 한반도의 북쪽 일각을 차지하면서부터였다.  두 나라가 국경을 맞닿게 됨에 따라 두나라는 교류의 필요로 교통망의 정비 필요성을 느끼게 되었고 이에 따라 발해에서는 8세기 전반에 동경용원부에서 남경남해부를 거쳐 천정군에 이르는 신라도(新羅道)를 개설했다.
한편, 신라쪽에서는 소지마립간때 전국의 교통망을 정비하며 동해안에도 도로망을 구축하기 시작했고 이것이 신라시대에 이르면 동해통이라는 국제도로망으로 재 정비되었다.
경주의 간문역(艮門驛)에서 출발한 북해통은 안강을 거쳐 흥해에 이른 다음 동해안을 따라 천정군에서 신라도와 접속이 이루어졌다. 북해통과 신라도를 주요 교통로로 신라와 발해는 사신 왕래등의 활발한 교류가 이루어졌다.  764년에는 당나라 사신 한조채(韓朝彩)가 두 도로를 이용해 발해에서 직접 신라로 오기도 했다.

### 명주국(溟州國)
785년 선덕왕의 사후의 왕위 쟁탈전에서 원성왕에게 패한 김주원(金周元)은 후환을 두려워하여 하서주로 도피했다. 그는 2년후 하서주도독과 명주군왕(溟州郡王)으로 봉해졌고 그 이후
그의 후손인 강릉 김씨일족은 그 지역의 영주가 되었다. 김주원의 아들인 김헌창은 자신의 아버지의 왕위승계 실패를 평생 한으로 삼다가 결국 김헌창의 난을 일으켜 패사하였고 이후 명주국과 신라 중앙정부는 소원한 관계가 이어져 명주국은 반 독립국 상태로 이어졌다.
그의 후손인 김순식은 922년(고려 태조 5년) 고려에 귀순하여 왕건으로부터 왕씨 성을 하사받고 대광(大匡)에 임명됨으로써 그의 후손주에 일각은 강릉 왕씨를 칭하고 강력한 호족세력이 되었다.

## 행정구역
하서주에는 9개 군 25개 현이 소속되어 있었다. 한편 《삼국사기》 〈지리지〉에는 명주 소속 군현의 옛 지명을 대부분 고구려 시기의 지명으로 기록하고 있다. 특이하게도 대부분이 원래 신라영토였음에도 원 지명은 고구려 식이다.
| 군             | 원래 군명 및 다른 이름                                                             | 현재 지명                              | 소속 현        | 원래 현명 및 다른 이름                     | 현재 지명             |
| -------------- | ---------------------------------------------------------------------------------- | -------------------------------------- | -------------- | ------------------------------------------ | --------------------- |
| 명주(溟州)     | 고구려/신라 하서량(河西良) 또는 하슬라(何瑟羅) 또는 하서(河西) 또는 하서아(河西阿) | 강원도 강릉시                          | 정선현(旌善縣) | 잉매현(仍買縣)                             | 정선군 정선읍, 북평면 |
| 명주(溟州)     | 고구려/신라 하서량(河西良) 또는 하슬라(何瑟羅) 또는 하서(河西) 또는 하서아(河西阿) | 강원도 강릉시                          | 속제현(梀隄縣) | 속토현(束吐縣)                             | 평창군 용평면         |
| 명주(溟州)     | 고구려/신라 하서량(河西良) 또는 하슬라(何瑟羅) 또는 하서(河西) 또는 하서아(河西阿) | 강원도 강릉시                          | 지산현(支山縣) | 지산현(支山縣)                             | 강릉시 연곡면         |
| 명주(溟州)     | 고구려/신라 하서량(河西良) 또는 하슬라(何瑟羅) 또는 하서(河西) 또는 하서아(河西阿) | 강원도 강릉시                          | 동산현(洞山縣) | 혈산현(穴山縣)                             | 양양군 현남면         |
| 곡성군(曲城郡) | 굴화군(屈火郡)                                                                     | 경상북도 안동시 임하면                 | 연무현(緣武縣) | 이화혜현(伊火兮縣)                         | 청송군 안덕면         |
| 야성군(野城郡) | 야시홀(也尸忽郡)                                                                   | 경상북도 영덕군                        | 진안현(眞安縣) | 조람현(助欖縣) 또는 재람(才攬)             | 청송군 진보면         |
| 야성군(野城郡) | 야시홀(也尸忽郡)                                                                   | 경상북도 영덕군                        | 적선현(積善縣) | 청이현(靑已縣)                             | 청송군 청송읍         |
| 유린군(有隣郡) | 우시군(于尸郡)                                                                     | 경상북도 영덕군 영해면                 | 해아현(海阿縣) | 아혜현(阿兮縣)                             | 포항시 북구 청하면    |
| 울진군(蔚珍郡) | 우진야현(于珍也縣) 또는 고우이군(古于伊郡)                                         | 경상북도 울진군                        | 해곡현(海曲縣) | 파단현(波旦縣) 또는 파풍(波豐)             | 울진군 원남면         |
| 내성군(奈城郡) | 내생군(奈生郡)                                                                     | 강원도 영월군 영월읍, 김삿갓면, 산솔면 | 자춘현(子春縣) | 을아단현(乙阿丹縣)                         | 단양군 영춘면         |
| 내성군(奈城郡) | 내생군(奈生郡)                                                                     | 강원도 영월군 영월읍, 김삿갓면, 산솔면 | 백오현(白烏縣) | 욱오현(郁烏縣) 또는 우오현(于烏縣)         | 평창군 평창읍         |
| 내성군(奈城郡) | 내생군(奈生郡)                                                                     | 강원도 영월군 영월읍, 김삿갓면, 산솔면 | 주천현(酒泉縣) | 주연현(酒淵縣)                             | 영월군 주천면         |
| 삼척군(三陟郡) | 실직국(悉直國) 신라 실직주(悉直州)                                                 | 강원도 삼척시                          | 죽령현(竹嶺縣) | 죽현현(竹峴縣) 또는 나생어(奈生於)         | 정선군 임계면         |
| 삼척군(三陟郡) | 실직국(悉直國) 신라 실직주(悉直州)                                                 | 강원도 삼척시                          | 만경현(滿卿縣) | 만약현(滿若縣) 또는 만혜(𬇕兮)             | 삼척시 근덕면         |
| 삼척군(三陟郡) | 실직국(悉直國) 신라 실직주(悉直州)                                                 | 강원도 삼척시                          | 우계현(羽溪縣) | 우곡현(羽谷縣)                             | 강릉시 옥계면         |
| 삼척군(三陟郡) | 실직국(悉直國) 신라 실직주(悉直州)                                                 | 강원도 삼척시                          | 해리현(海利縣) | 파리현(波利縣)                             | 삼척시 원덕읍         |
| 수성군(守城郡) | 수성군(䢘城郡) 또는 가아홀(加阿忽)                                                 | 강원도 고성군 간성읍                   | 동산현(童山縣) | 승산현(僧山縣) 또는 소물달(所勿達)         | 고성군 현내면         |
| 수성군(守城郡) | 수성군(䢘城郡) 또는 가아홀(加阿忽)                                                 | 강원도 고성군 간성읍                   | 익령현(翼領縣) | 익현현(翼峴縣) 또는 이문현(伊文縣)         | 양양군                |
| 고성군(高城郡) | 고구려 달홀(達忽) 신라 달홀주(達忽州)                                              | 강원도 고성군 구읍리                   | 환가현(豢猳縣) | 저수혈현(猪䢘穴縣) 또는 오사압(烏斯押)     | 고성군 종곡리         |
| 고성군(高城郡) | 고구려 달홀(達忽) 신라 달홀주(達忽州)                                              | 강원도 고성군 구읍리                   | 편험현(偏嶮縣) | 평진현현(平珍峴縣) 또는 평진파의(平珍波衣) | 고성군 운전리         |
| 금양군(金壤郡) | 휴양군(休壤郡) 또는 금뇌(金惱)                                                     | 강원도 통천군 구읍리                   | 습계현(習磎縣) | 습비곡현(習比谷縣) 또는 탄(呑)             | 통천군 장대리         |
| 금양군(金壤郡) | 휴양군(休壤郡) 또는 금뇌(金惱)                                                     | 강원도 통천군 구읍리                   | 제상현(堤上縣) | 토상현(吐上縣)                             | 통천군 벽암리         |
| 금양군(金壤郡) | 휴양군(休壤郡) 또는 금뇌(金惱)                                                     | 강원도 통천군 구읍리                   | 임도현(臨道縣) | 도림현(道臨縣) 또는 조을포(助乙浦)         | 고성군 염성리         |
| 금양군(金壤郡) | 휴양군(休壤郡) 또는 금뇌(金惱)                                                     | 강원도 통천군 구읍리                   | 파천현(派川縣) | 개연현(改淵縣)                             | 통천군 패천리         |
| 금양군(金壤郡) | 휴양군(休壤郡) 또는 금뇌(金惱)                                                     | 강원도 통천군 구읍리                   | 학포현(鶴浦縣) | 곡포현(鵠浦縣) 또는 고의포(古衣浦)         | 통천군 군산리         |

## 같이 보기
- 신라의 행정 구역